# 宍戸元真
宍戸 元真（ししど もとざね）は、安土桃山時代から江戸時代前期にかけての武将。毛利氏家臣で長州藩士。父は宍戸元秀。

## 生涯
天正6年（1578年）、毛利氏家臣である宍戸元秀の四男として生まれ、毛利輝元に仕えて別家を興す。
正保5年（1648年）1月5日に死去。。享年71。周防国吉敷郡山口の矢田村丸山に葬られた。

## 系譜
- 父：宍戸元秀（1547-1597）
- 母：貴山妙遵（?-1616） - 内藤興盛の娘。元和2年10月16日（1616年11月24日）に死去[2]。法名は貴山妙遵[2]、または、妙見[3]。
- 正室：富永元康の娘（?-?）
  - 長男：男子（?-?）
  - 次男：富永就姓（1604-1688） - 別家として取り立てられ、富永家（後に宍戸家に復姓）を興す[4]。
  - 三男：宍戸元忠（1608-1690）